# Züger Frischkäse
Die Züger Frischkäse AG mit Sitz in Oberbüren ist ein Schweizer Milchverarbeitungsunternehmen und mit Stand des Jahres 2022 die fünftgrösste Molkerei in der Schweiz.

## Geschichte
Im Jahr 1984 entwickelte Edwin Züger, zusammen mit seinem Sohn Markus, die Mozzarella-Produktion. 1992 zieht die Firma in einen Fabrikneubau in Oberbüren. 1993 wurde die Produktion von Bio-Lebensmitteln aufgenommen. 1998 erfolgte die Gründung der Züger Frischkäse AG. 2003 wird die industrielle Käseherstellung mit der Inbetriebnahme einer kontinuierlichen Käsungsanlage gefördert. 2006/07 wurde eine eigene Butterei in Betrieb genommen. 2016 wurde eine Anlage zur Produktion von Hüttenkäse in Betrieb genommen. 2018 wurden im deutschen Hawangen (durch eine Beteiligung an der Hawangen Käsegenuss GmbH) und Kisslegg (durch eine Beteiligung an der Kisslegg Käsefreunde GmbH) je eine Produktionsanlage für Mozzarella in Betrieb genommen. Züger Frischkäse ist stark im aktiven Veredelungsverkehr und allgemein im Export tätig. Im Mai 2022 wurde als Käsealternative eine vegane Mozzarella-Variante lanciert. Im Jahr 2023 wurden die Filona-Markenrechte von Coop übernommen. Diese Frischkäse-Marke wurde 2020 in Zusammenarbeit mit Coop lanciert. Philadelphia und Cantadou sind die führenden Konkurrenzprodukte in diesem Bereich. Ebenfalls im Jahr 2023 wurde das Unternehmen von der St. Galler Staatsanwaltschaft angeklagt, da es zwischen Mitte Juni 2020 und Anfang Mai 2021 insgesamt 61 Millionen Liter «Polisherwasser» (Molkewasser) in die Thur geleitet haben soll und damit Entsorgungskosten sparte.  Da das Unternehmen gegen den Strafbefehl Beschwerde erhob, ist dieser noch nicht rechtskräftig.